# إغلاق الضفة الغربية
نظام الإغلاق في الضفة الغربية (بالإنجليزية: West Bank closures)‏ عبارة عن سلسلة من العقبات، بما في ذلك نقاط التفتيش الدائمة والمُدارة جزئياً، وحواجز الطرق والحواجز الخرسانية، والبوابات المعدنية، وتلال الأرض، والأنفاق، والخنادق، ومجموعة مفصلة من القيود المفروضة على التصاريح والتي تقيد حرية الحركة الفلسطينية.
بدأت الإغلاقات الشديدة في أعقاب اندلاع الانتفاضة الفلسطينية الأولى في أواخر الثمانينيات، عندما تم تشديد القيود المفروضة على السفر في الضفة الغربية وقطاع غزة، وبدأ الاحتلال يطالب عمال غزة باحتجاز تصاريح العاملين من غزة.

## الأساس المنطقي والتأثير
تنص حكومة الاحتلال على أن النظام مصمم لحمايتهم مهم من عمليات المقاومة الفلسطينية التي أودت بحياة أكثر من 1000 من جيش الإحتلال منذ سبتمبر 2000. بالإضافة إلى التنفيذ الجزئي لهذه الأهداف، قسم نظام الإغلاق المجتمعات عن أراضيها وأخرى. تقييد وصول الفلسطينيين إلى الخدمات الصحية والتعليمية وأماكن عملهم ومواقع العبادة الدينية.

## البنية
يختلف عدد نقاط التفتيش والعقبات المادية واستخداماتها ومواقعها. في حين أن بعضها موجود لتقييد وصول الفلسطينيين إلى المناطق المحتلة، فإن معظمهم «لا يقيدون التفاعل بينهم والفلسطينيين، بل بين الفلسطينيين والفلسطينيين». وقد أبلغت منظمات مثل مكتب الأمم المتحدة لتنسيق الشؤون الإنسانية، الذي يتتبع هذه التطورات، عن اتجاه تصاعدي حديث؛ زيادة من 376 في أغسطس 2005 إلى 528، اعتبارا من سبتمبر 2006. من هذه، كانت 83 من نقاط التفتيش التي تديرها قوات الإحتلال أو شرطة الحدود و 445 من نقاط التفتيش والعقبات غير المأهولة.

### نقاط التفتيش

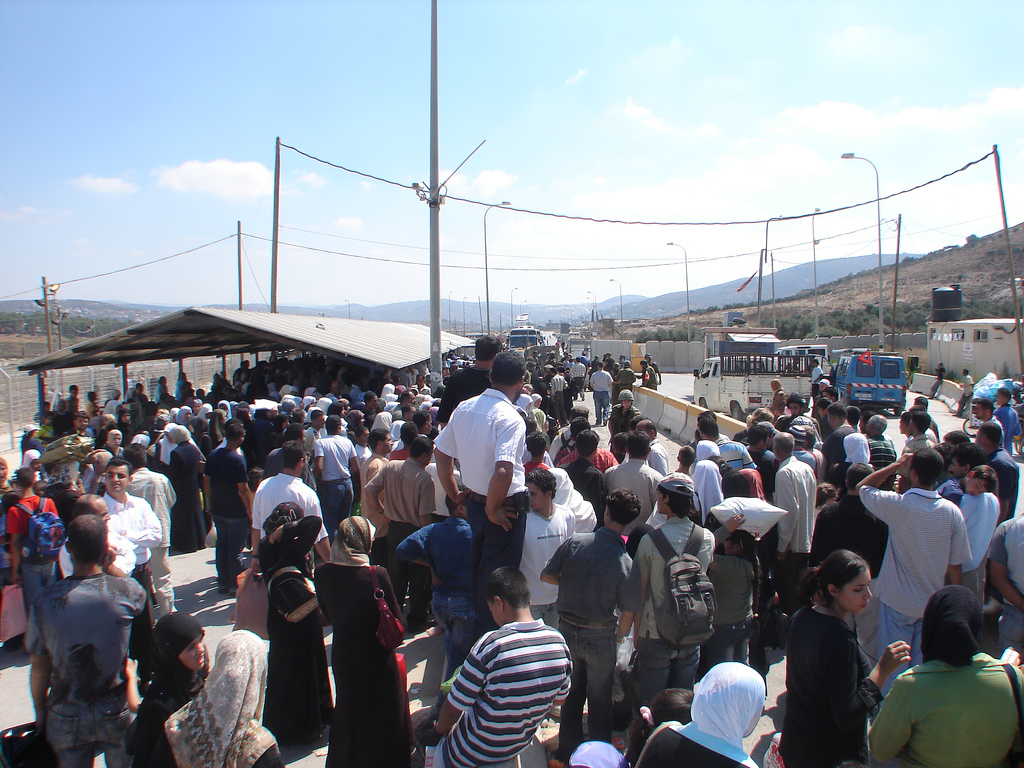
حوارة ، إحدى نقاط التفتيش الدائمة التسعة في منطقة نابلس.

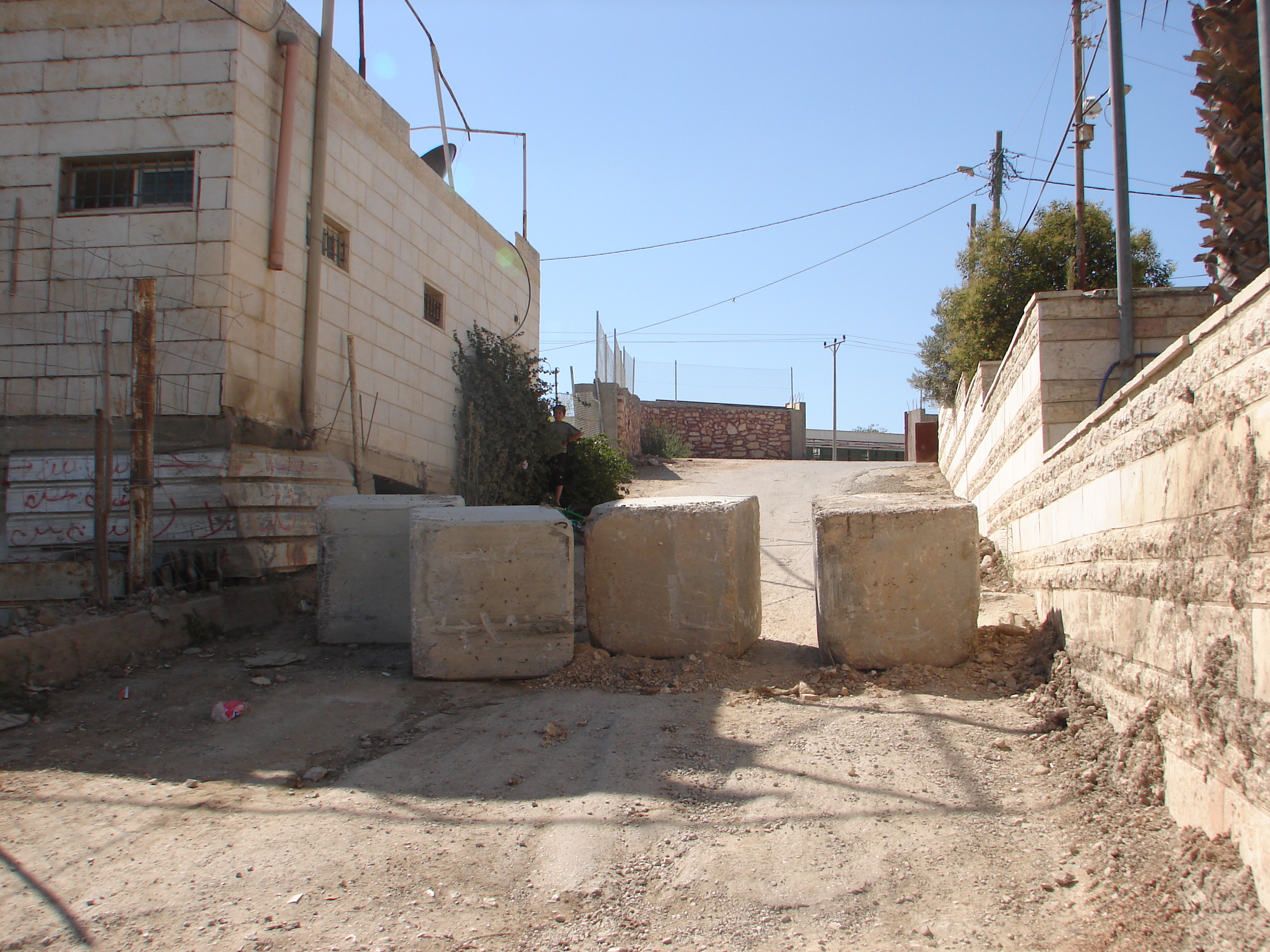
حاجز طريق عند أحد مداخل قرية بيت عمر

تتكون نقاط التفتيش المأهولة عادة من حاجز مع أبراج مراقبة وكتل أخرى تستخدم للتحكم في وصول المشاة والمركبات.
هناك نقاط تفتيش تسمى حاجز طيار التي يتم إجراء عمليات تفتيش مفاجئة مفاجئة لها تلقائيًا لفترة من الوقت، غالبًا على طرق النقل الرئيسية في أوقات السفر القصوى. في يوليو وأغسطس وسبتمبر 2006، تم استخدام نقاط تفتيش الطيران بمعدل 165 مرة في الأسبوع.

### أبراج المراقبة
هذه أبراج عسكرية مرتفعة لمراقبة / مراقبة وصول المشاة والمركبات الفلسطينية.

### حواجز الطرق
يؤمن مرور المستوطنين على الطرق المقيدة. هذه الأسوار تمنع الفلسطينيين من السفر عبر الطرق الرئيسية المؤدية إلى المدن الرئيسية. يوجد 25 في الضفة الغربية يبلغ مجموعها 37600 متر.

### نظام التصاريح
نظام التصاريح معقد ويتم تطبيقه بشكل مختلف من منطقة إلى أخرى. تصريح يخفف السفر ويقلل من خطر العودة مرة أخرى عند نقطة تفتيش. تعتبر التصاريح ضرورية لعبور نقاط تفتيش محددة، والوصول إلى وادي الأردن، «المنطقة المغلقة» بين الخط الأخضر وجدار الفصل العنصري والدخول إلى القدس الشرقية.

### بوابات الجدار

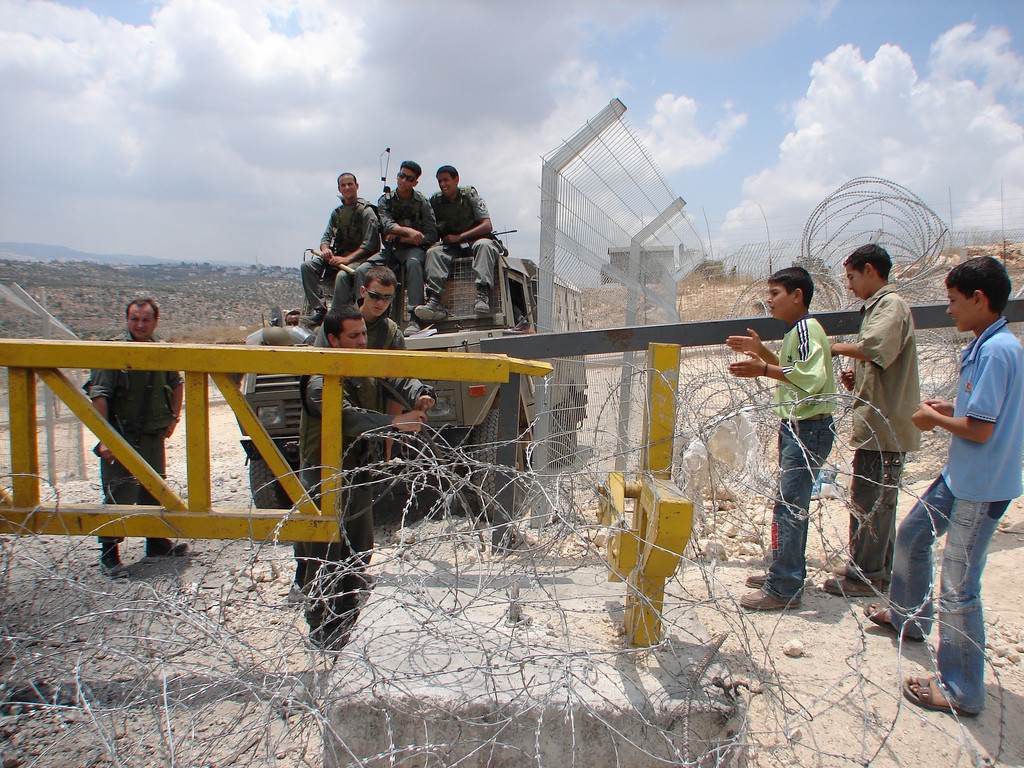
بوابة الجدار في بلعين.

يسمح بتقييد الحركة عبر جدار لفصل العنصري الرابط بين الضفة الغربية والداخل المحتل. التصاريح مطلوبة للفلسطينيين لعبور بوابة. ثمانية وثلاثون من بوابات الجدار السبع والسبعين مفتوحة أمام الفلسطينيين الذين يحملون تصاريح مناسبة.